# Puchar Żubra
Puchar Żubra – regaty żeglarskie organizowane corocznie od 2001 roku.
Rozgrywane na Zalewie Siemianówka koło Białegostoku, organizowane były do 2007 roku przez Stowarzyszenie Żeglarskie Yacht Klub Korab im. Wojciecha Uchimiaka a od 2008 roku przez Uczniowski Klub Żeglarski Siódemka Białystok i gminę Michałowo. 
W 2005 roku regaty uznane zostały przez kapitułę miesięcznika Żagle, za najlepszą imprezę cyklu Pucharu Polski Jachtów Kabinowych. Od samego początku ujęte w cyklu regat eliminacyjnych Frans Maas Cup Puchar Polski Jachtów Kabinowych. Od 2008 roku regaty zmieniły swoją formułę i stały się jedną z najlepiej zorganizowanych w kraju imprez żeglarskich w klasach młodzieżowych Optimist i Laser. Puchar Żubra rozgrywany jest na skraju Puszczy Białowieskiej, w pięknym i nieskażonym zakątku Polski.